# Christiana Nickson
Christiana Nickson, I baronessa Donoughmore (Munny, 23 febbraio 1732 – Palmerstown, 24 giugno 1788), è stata una nobildonna irlandese È un'antenata di Katharine, duchessa di Kent..

## Biografia
Era la figlia di Abraham Nickson (a volte Nickeson o Nixon) di Munny, nella contea di Wicklow, e di sua moglie, Mary Hodson, e pronipote ed erede di Richard Hutchinson di Knocklofty. Aveva quattordici fratelli.

## Matrimonio
Sposò, l'8 giugno 1751, John Hely-Hutchinson (13 giugno 1724–4 settembre 1794), figlio di Francis Hely e di Prudence Earbury. Ebbero dieci figli:
- Richard Hely-Hutchinson, I conte di Donoughmore (29 gennaio 1756–22 agosto 1825);
- John Hely-Hutchinson, II conte di Donoughmore (15 maggio 1757–29 giugno 1832);
- Francis Hely-Hutchinson (26 ottobre 1759–16 dicembre 1827);
- Augustus Abraham Hely-Hutchinson (20 marzo 1766–10 giugno 1834);
- Christopher Hely-Hutchinson (5 aprile 1767–26 agosto 1826)[2];
- Lorenzo Hely-Hutchinson (6 ottobre 1768–28 novembre 1822);
- Prudence Hely-Hutchinson (1771-12 giugno 1820)[3];
- Mary Hely-Hutchinson (1772–30 ottobre 1820), sposò Thomas Smith, ebbero tre figli;
- Margaret Hely-Hutchinson (1774-marzo 1818)[4];
- Christiana Hely-Hutchinson (?-febbraio 1825).

Come parte dell'accordo matrimoniale negoziato con Richard Hutchinson, John aggiunse il nome Hutchinson al suo cognome, accettò di pagare £ 11.000 per i debiti della famiglia Hutchinson, non ricevette alcuna dote e ricevette solo un interesse reversibile nella tenuta Hutchinson di oltre 3.000 acri. Tuttavia, in cambio dell'adozione del cognome della moglie, la proprietà sarebbe passata a lui e ai suoi eredi.
Suo marito rifiutò qualsiasi titolo nobiliare per sé. Il 20 settembre 1783, fu creata, per diritto proprio, pari ereditaria come baronessa Donoughmore, di Knocklofty, contea di Tipperary. Tuttavia, in quanto donna, non poteva sedere nella Camera dei Lord irlandese.

## Morte
La baronessa morì il 24 giugno 1788, all'età di 56 anni, a Palmerstown.